# Telefon
En telefon (av grekiskans tēʹle, ’fjärran’, och phōnēʹ, ’röst’ eller ’ljud’) är en apparat för telefoni – överföring av samtal via telekommunikationsnät eller datakommunikationsnät mellan vanligtvis två, ibland flera, samtalsparter.
De första telefonerna introducerades på 1870-talet. Då var det fasta telefoner, där apparaten är uppkopplad via teleledning till telefonnätet. Efter att radiotelegrafin utvecklats nådde man framgångar också med radiotelefoni, under början av 1900-talet. På 1920-talet kunde man installera radiotelefoner i bilar, dock så att de upptog mycket stor plats. Under andra världskriget hade man redan tillgång till bärbara radiotelefoner. Mobiltelefonin har utvecklats sedan 1940-talet. Digital mobiltelefoni och IP-telefoni blev tillgängliga på 1990-talet. I världen i stort dominerar mobiltelefoni, speciellt har utvecklingen av mobiltelefonanvändningen varit kraftig i områden som tidigare saknat nät för fast telefon. Mobiltelefonin hade 2010 blivit vanligare än fast telefoni i Sverige och från 2010-talet är kopparnätet för fast telefoni och ADSL under etappvis avveckling i Sverige. Ett arbete som beräknas slutföras under 2026.

## De första telefonapparaterna

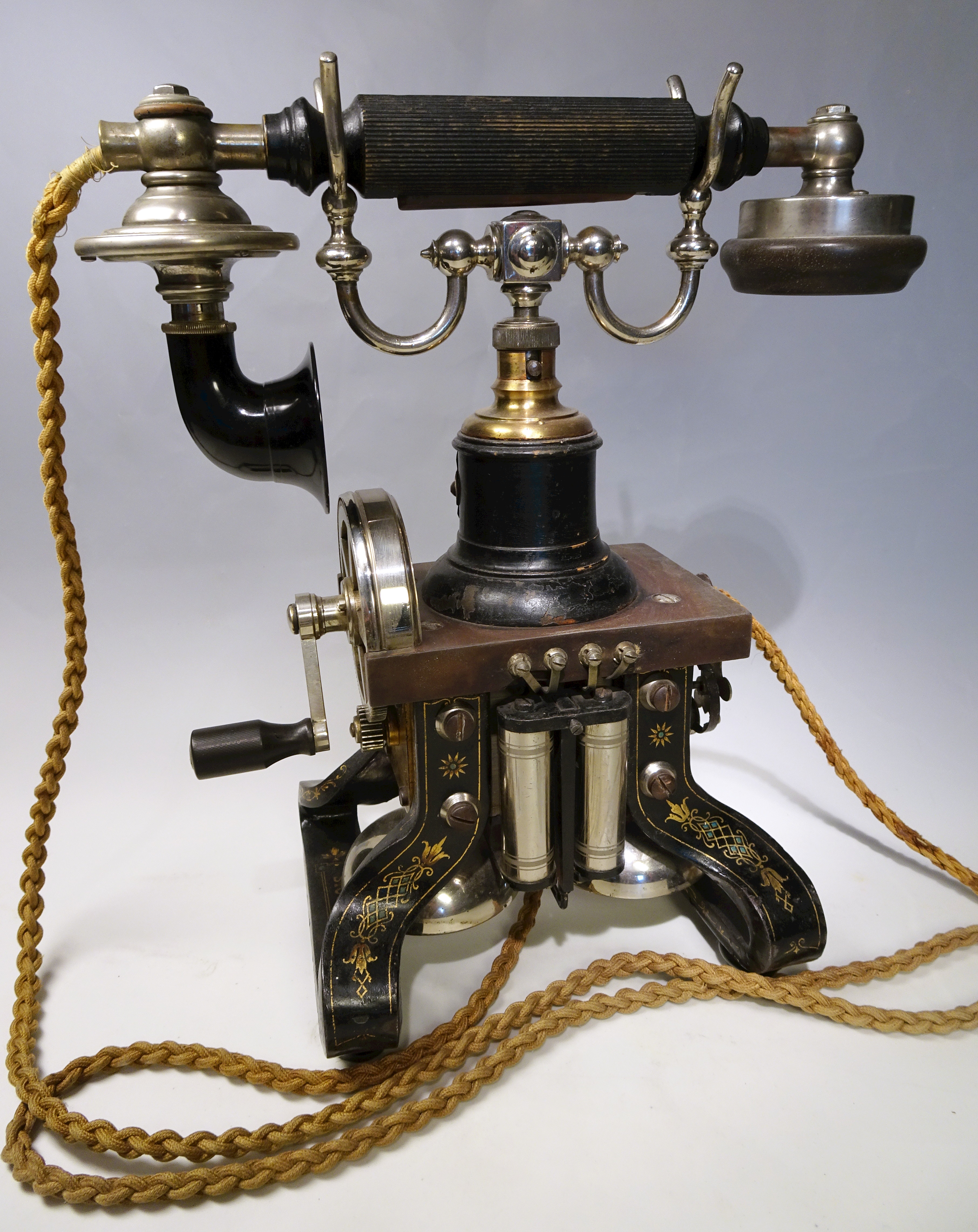
Ericssons taxen från 1892.

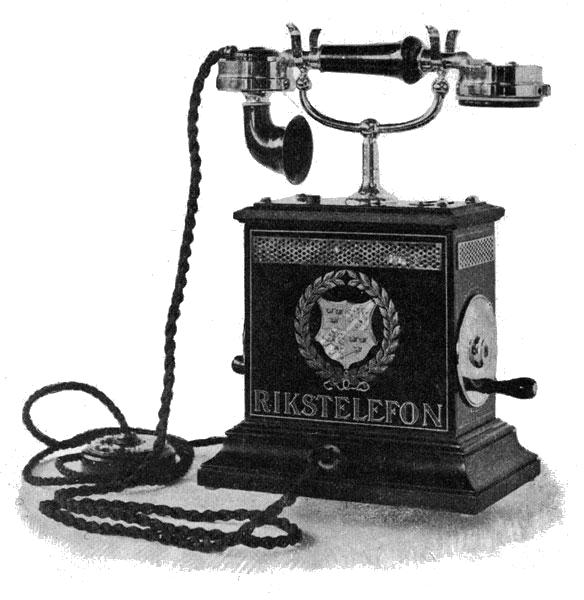
En svensk telefon från 1896.

Telefonen uppfanns av Antonio Meucci, en italiensk-amerikan som konstruerade den första telefonen omkring 1849. Den demonstrerades 1860 för en italienskspråkig tidning i New York. Han ansökte om patent för sin teletrofono den 28 december 1871, men i brist på pengar förmådde han inte betala för ansökan. Vid den tidpunkten försörjde han sig och familjen med socialbidrag och hans fru lär ha sålt hans apparater för att få in pengar.
Johann Philipp Reis hade 1860-1861 lyckats överföra toner och melodier samt enstaka ord, men lyckades aldrig överföra fullt tydbart tal med sin telefon. Elisha Gray konstruerade 1874 ett slags musikalisk telefon eller elektroharmonisk telegraf. Han var dock tvungen att förbättra sin uppfinning och då han 14 februari 1876 inlämnade sin patentansökan hade Bell kort dessförinnan inlämnat sin patentansökan.
Alexander Graham Bell beviljades 7 mars 1876 patentet och fick i många år äran för uppfinningen. Meucci försökte hävda sin rätt fram till sin död 1889, då de juridiska processerna avstannade helt. Patentet upphörde i januari 1993 och den 15 juni 2002 erkände amerikanska representanthuset (amerikanska kongressens resolution 269) Meucci som uppfinnare av telefonen.
Till skillnad från Reis och övriga föregångare arbetade Bell med undulerande elektriska strömmar. I sitt ursprungliga patent hade Bell en kontinuerlig batteriström stående i ledningen och vid hörmembranen fäst en platinatråd nedsänkt i en svavelsyrehaltig vätska för att på så sätt få fram membranens svängningar. I sina senare patent 1876 och 1877 tog Bell bort dessa och gav telefonen den utformning den sedan huvudsakligen kom att ha under de närmaste 100 åren. Mottagare och sändare hade ursprungligen samma utformning, men lämnade alldeles för svaga strömmar för att telefonering skulle vara möjligt några längre sträckor, och man övergick därefter till en batterimatad mikrofon att tala i.
År 1892 kom L.M. Ericssons skelettapparat, även kallad taxen för sitt utseendes skull. Den officiella beteckningen är: Nr 375/AC 110GPO No 16. Det patent som Ericsson erhöll avsåg idén att låta de permanentmagneter, som behövdes för vevinduktorn, samtidigt utgöra apparatens ben. "Taxen" var världens första bordstelefon med handmikrotelefon, det vill säga hörlur och mikrofon i ett stycke. Apparaten blev en omedelbar nationell och internationell framgång för företaget och producerades i över 40 år.

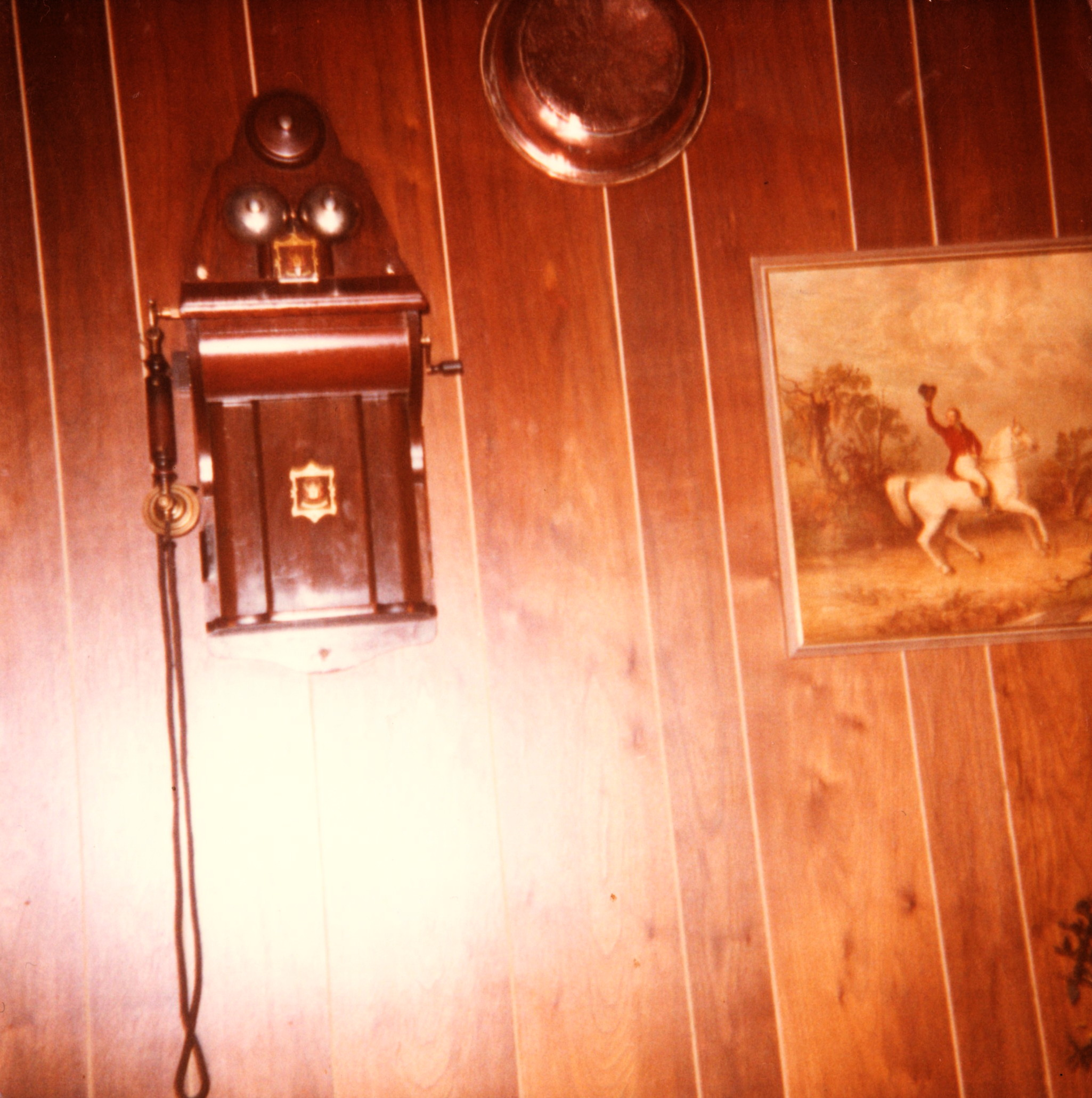
Väggtelefon från 1890-talet. Den satt tidigare på restaurangen Don Quijote i Göteborg (foto från 1975).

## Olika typer av telefoner

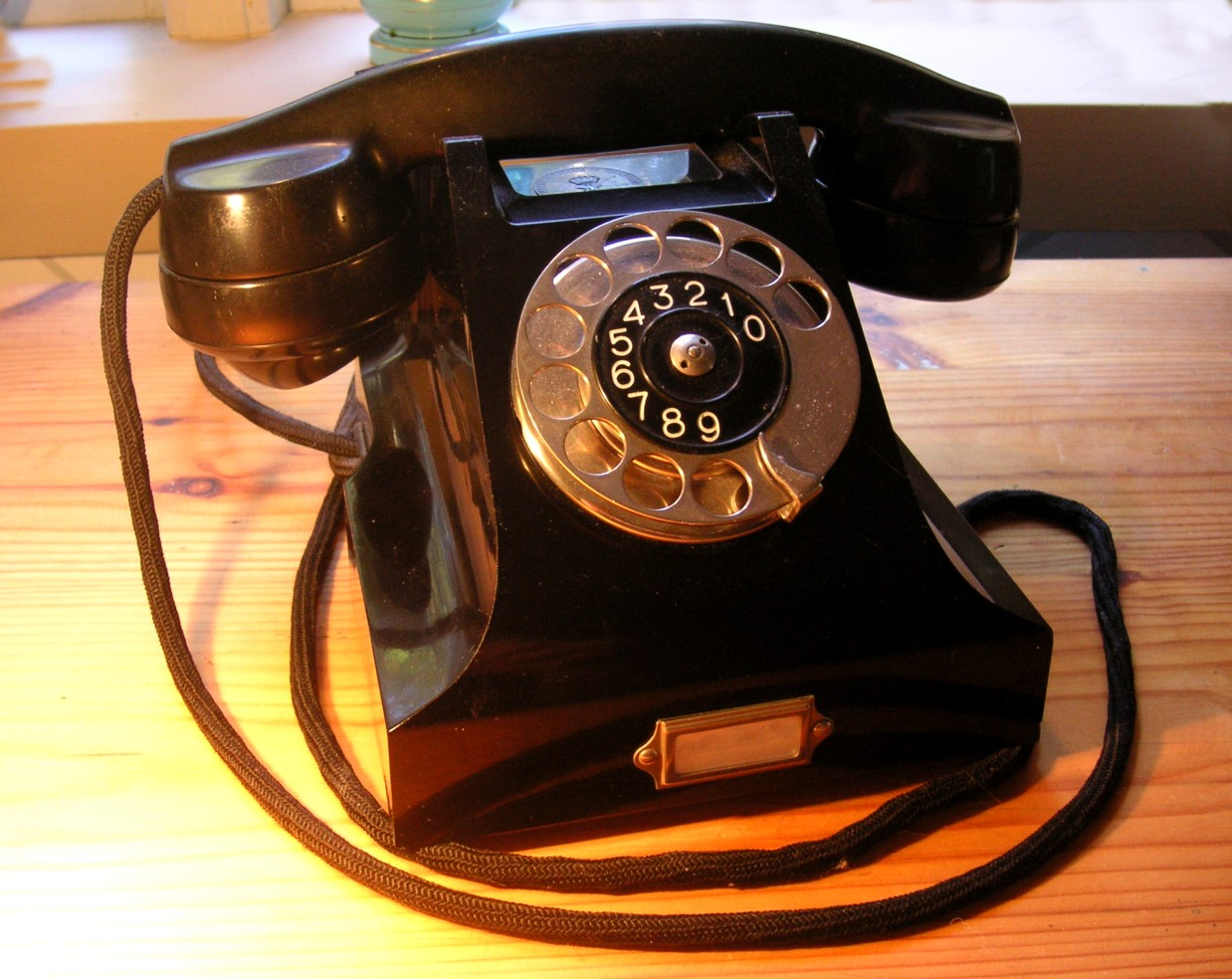
Bakelittelefonen, en svensk standardtelefon 1931-1947.

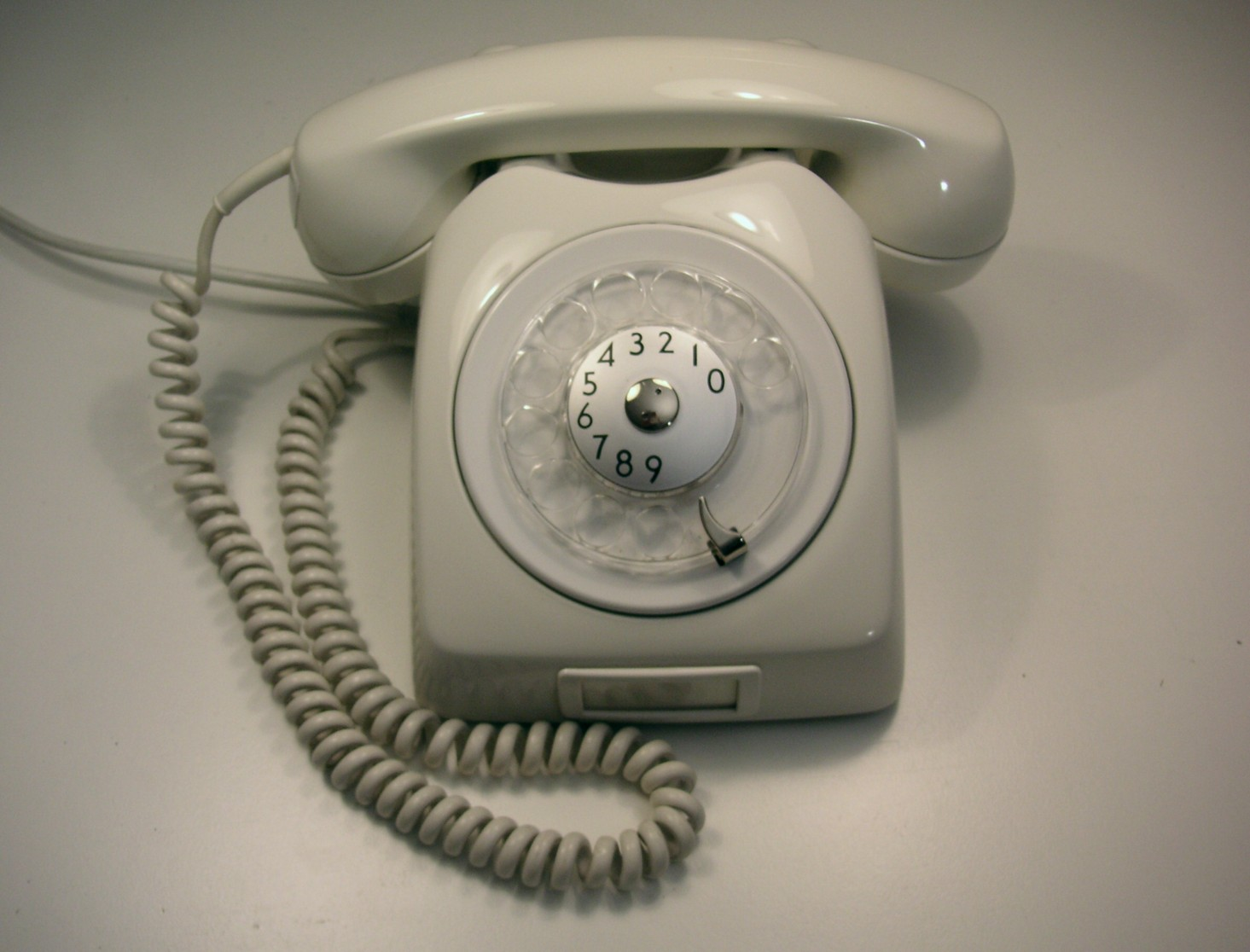
Ericssons Dialog från 1962.

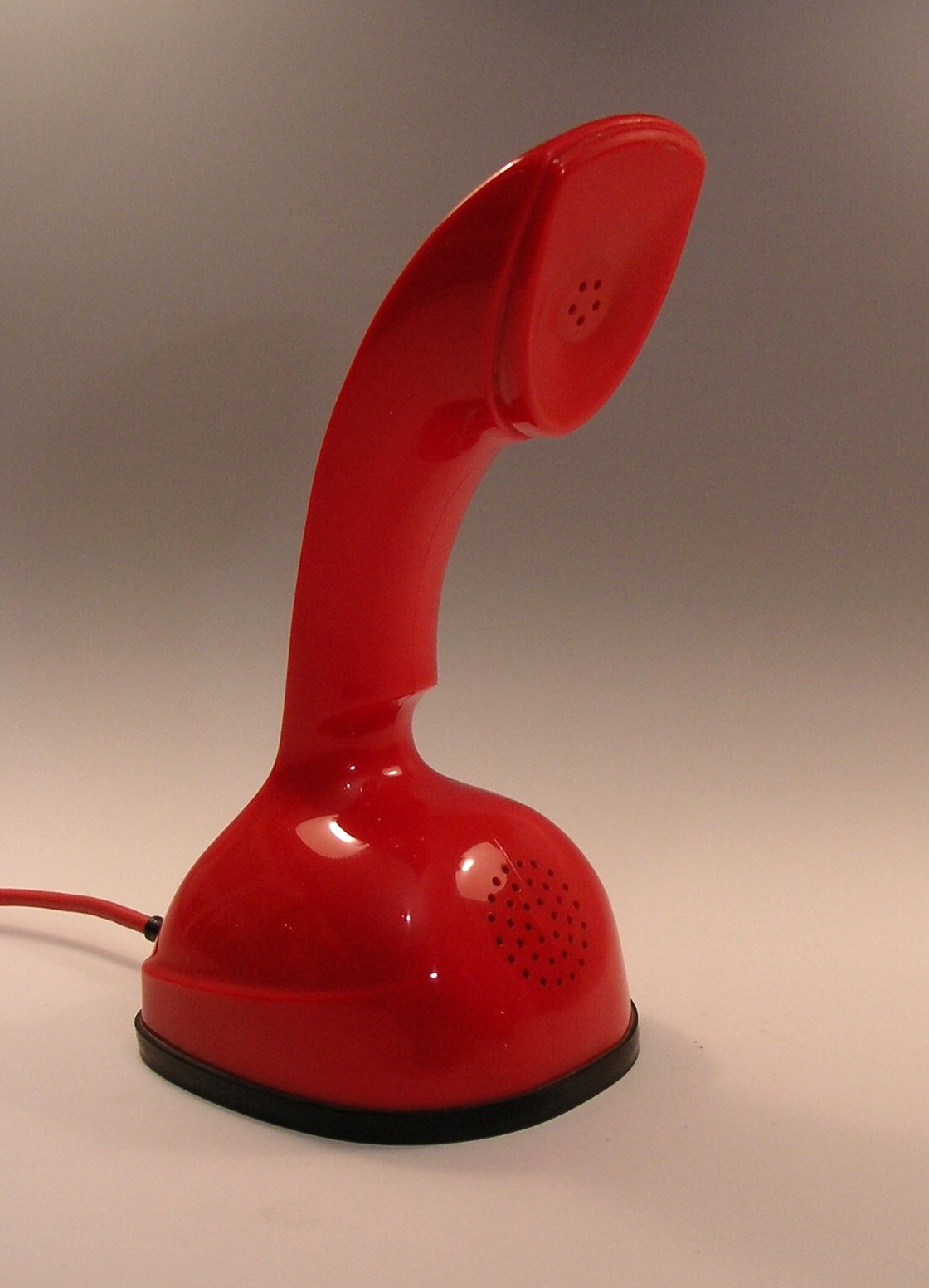
Ericofonen, även kallad kobratelefon – lur och apparat i samma enhet.

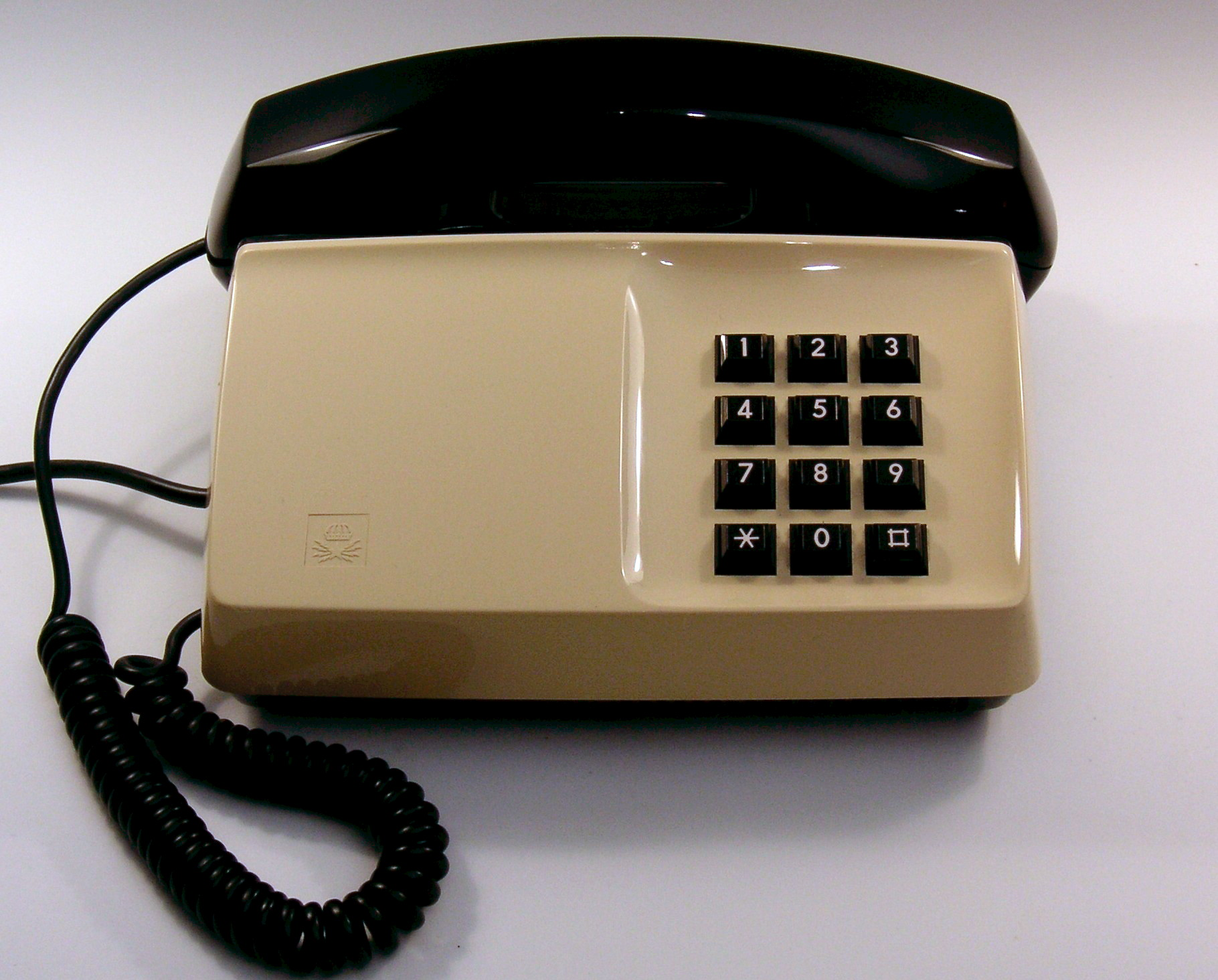
Diavox, en svensk standardtelefon 1978-1989.

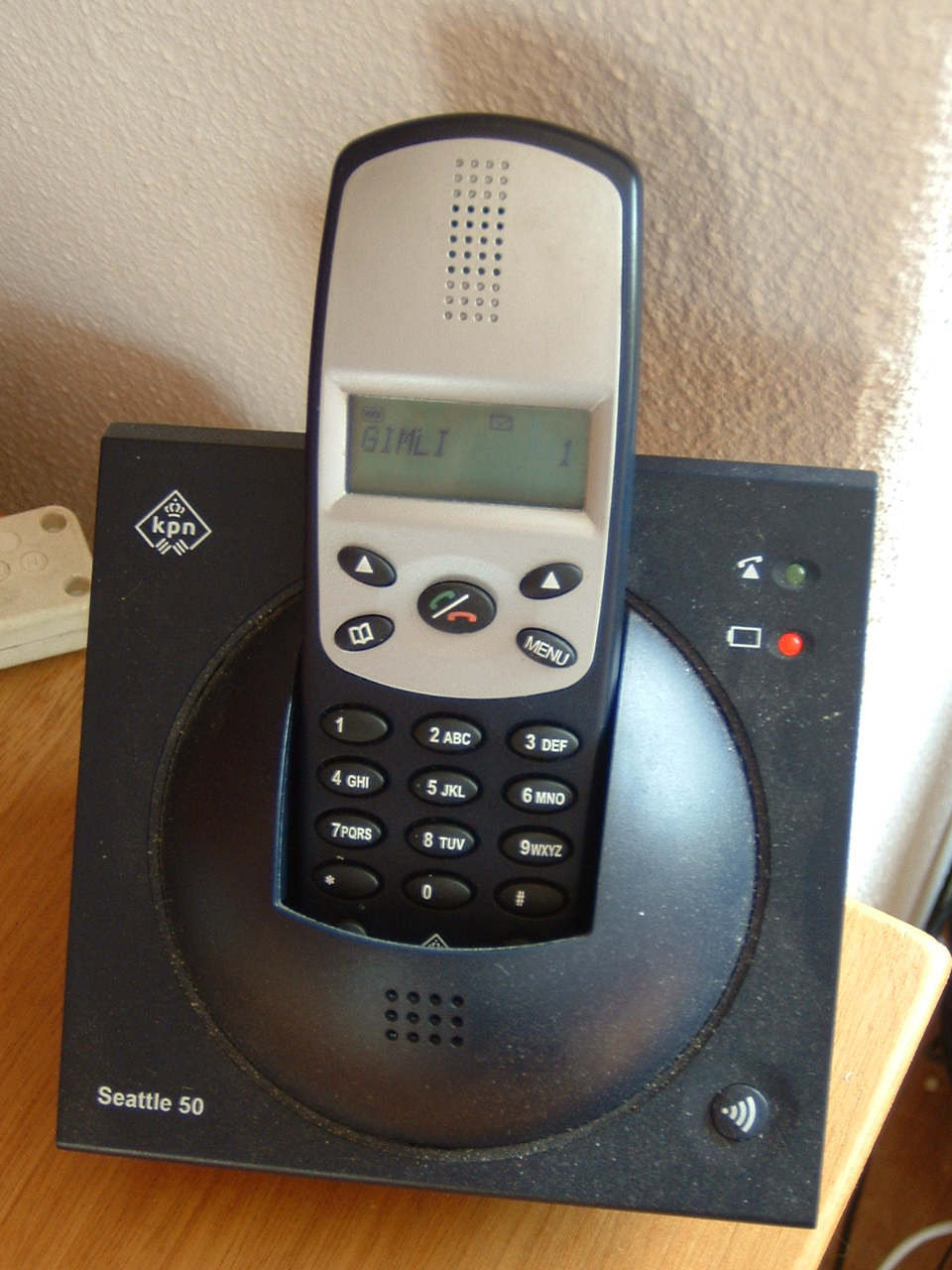
En trådlös telefon.

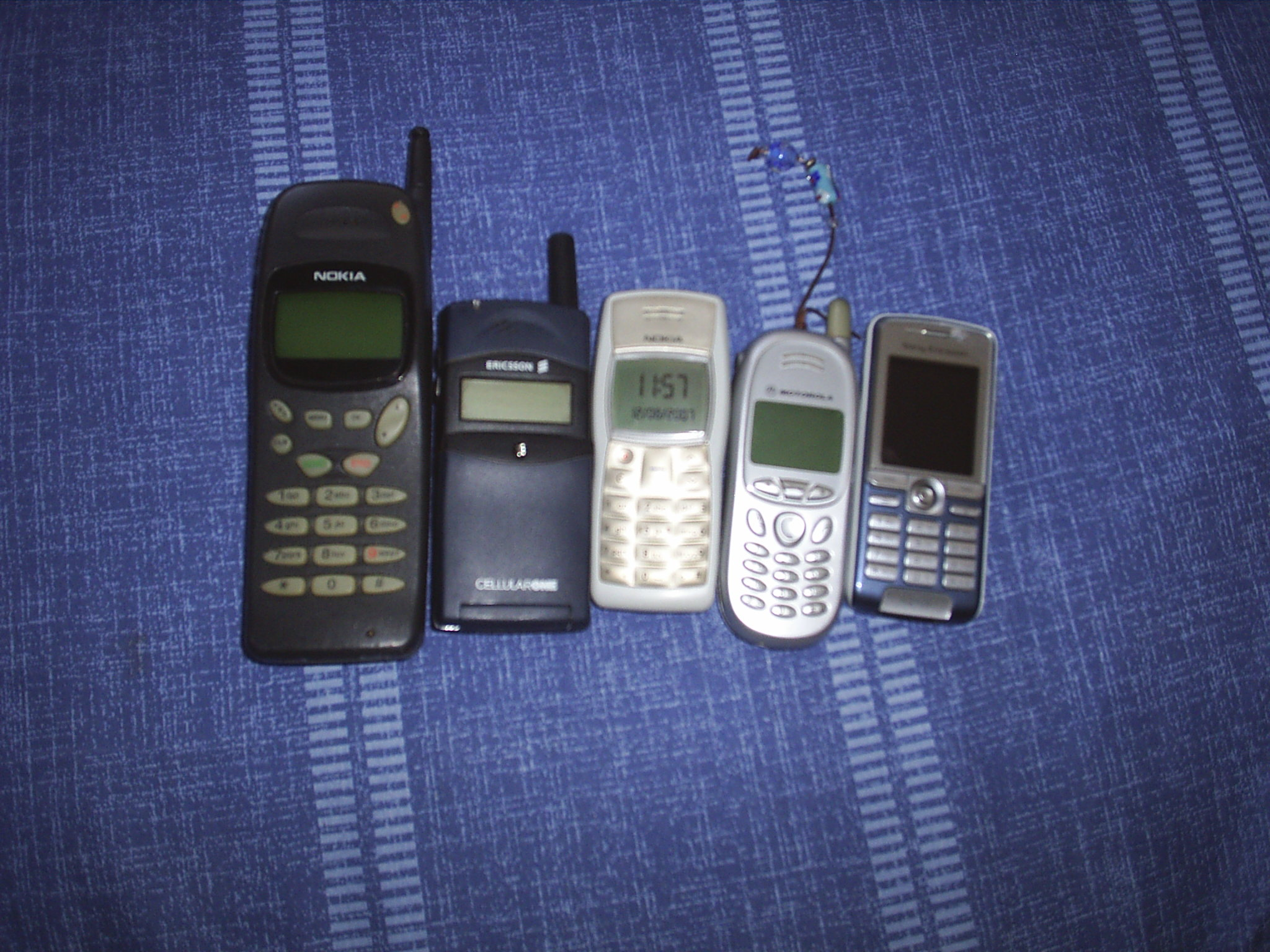
Mobiltelefoner 2007.

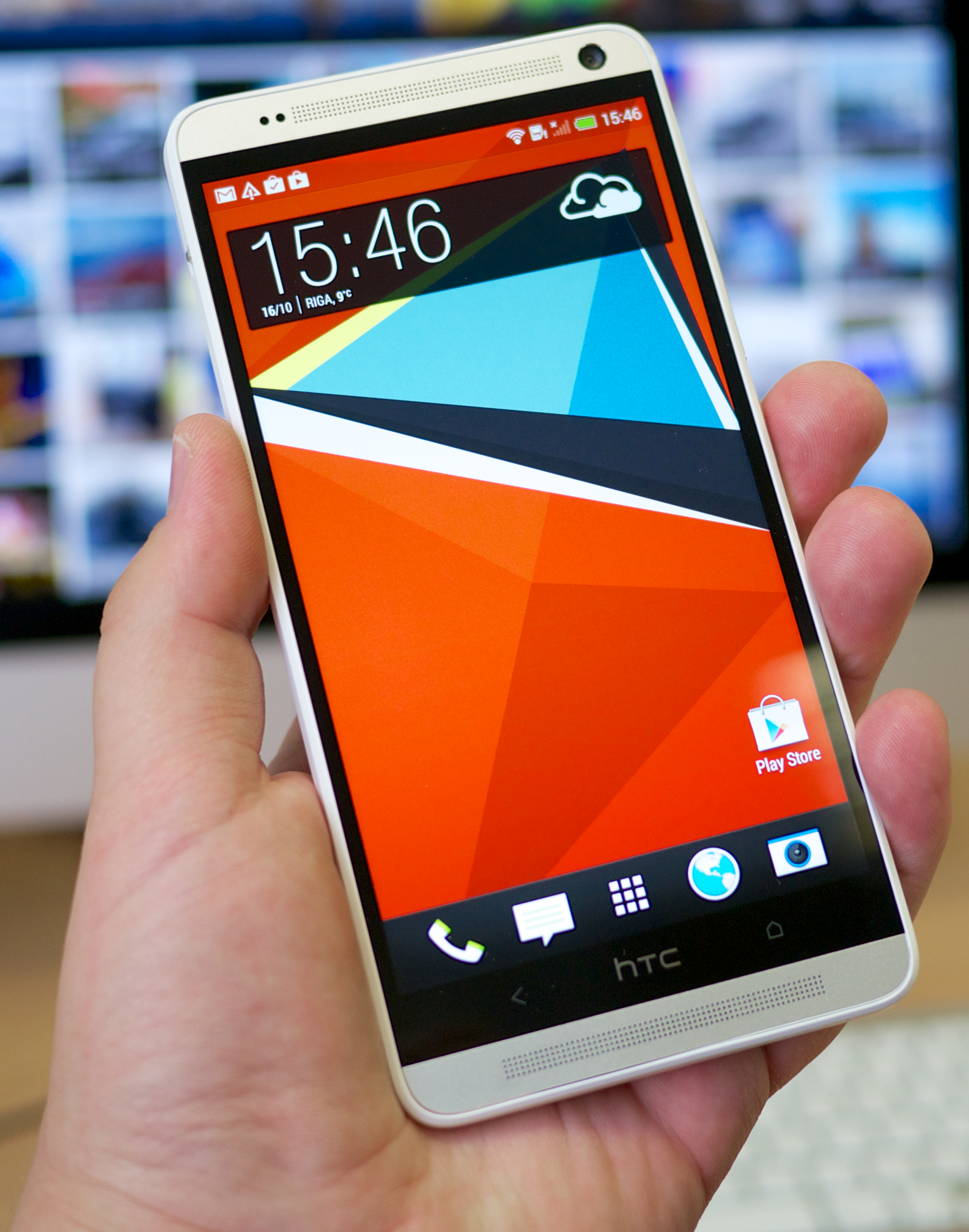
En smartmobil, även kallad smartphone.

### Bild(video)telefon
Rösttelefoner där apparaterna överför ljud (rösten) var länge den enda typen av telefon. Redan på 1950-talet började man experimentera med bildtelefoner, där sändare och mottagare skulle kunna se varandra. Bilder kräver väldigt mycket mer överföringskapacitet (bandbredd) än vad dåtidens telefoninät kunde erbjuda, till acceptabel kostnad och kvalitet, och det blev därför inte kommersiellt gångbart. Även när tekniken gav bättre möjligheter på 1990-talet visade det sig att behovet av att se varandra sällan motiverade de högre kostnaderna.
Apparater för videotelefoni var tidigare oftast en egen dedikerad utrustning, till exempel en videokonferensutrustning. Senare blev det vanligare med en persondator med ansluten videokamera eller en kamerautrustad mobiltelefon.

### Fast telefon (med sladd)
De flesta traditionella fasta telefonerna med sladd består av en apparatdel och en handmikrotelefon, vanligen kallad telefonlur, och har i princip varit oförändrad genom tiderna. Luren innehåller mikrofon och hörtelefon.
Som alternativ fanns till exempel Ericofonen (även känd som kobratelefon) där apparaten rymmer både mikrofon och hörtelefon. Ett annat exempel är antika modeller med separerad hörtelefon och mikrofon. Dessa äldre modeller är främst samlarobjekt men har även lanserats i nya utföranden och med modern teknik, ett exempel är Telia Kobra.
Varianter av fasta telefoner är till exempel konferenstelefonen som består av en högtalardel och olika varianter av mikrofoner som möjliggör att flera personer i samma rum kan prata med och lyssna på samtalet.
Den fasta telefonen finns väggmonterad och bordsplacerad. Telefonen räknas som fast eftersom dess nätdel har förbindelse med uttag genom sladd. Strömkälla är vanligtvis det anslutna fasta telefonnätet.

### Trådlös telefon
Trådlös telefon är en telefonenhet som med radiovågor är uppkopplad till en apparat som har anknytning till ett fast telefonnät. Avstånden mellan telefonen och apparaten kunde tidigare inte vara längre än några tiotals meter. I början av 2010-talet fanns det trådlösa telefoner som klarade upp till mellan 20 och 200 meter i optimal miljö. Det som sätter begränsningen för de flesta system med trådlösa telefoner är byggnader, miljö och basstationens placering.
Vanligaste förekommande bärarteknologin i Europa är DECT.

### Mobiltelefon
En mobiltelefon motsvarar tekniskt en radiotelefon, men istället för att telefonerna skulle vara i radioförbindelse med varandra håller de kontakt med basstationer, som i sin tur är anslutna till det fasta publika telefonnätet. På så sätt kan en mobiltelefon användas som traditionella telefoner. Nyare mobiltelefoner använder digitalteknik för kontakten med basstationen, och har därför en inbyggd dator, vilket gör det enklare att överföra data utöver själva samtalet (sms, videosamtal etc.). Radiolänken har dock begränsad kapacitet.

### IP-telefoni
IP-telefoni kan även kallas internettelefoni, bredbandstelefoni och voIP. Det blev under tidigt 2000-tal mer och mer populärt med IP-telefoni, där signalerna skickas via en Internet-anslutning. De som har en fast avgift för internetanslutningen och inte betalar samtalsavgift kan ringa utan extra kostnad. Nackdelen med tekniken är att de privata anslutningarna inte är säkrade för till exempel strömavbrott på samma sätt som de traditionella telefonanslutningarna, att trafik till nödnummer inte nödvändigtvis fungerar som förväntat och att det kan uppstå flaskhalsar som medför usel samtalskvalitet.
Genom att använda en dator eller särskild IP-telefon kan man välja operatör oberoende av hur man är kopplad till Internet. Vid sidan av den standardiserade IP-telefonin finns programvara som Skype, som använder egna protokoll för förbindelserna. Datorprogram för kommunikation och sociala medier har ofta IP-telefoni som en integrerad del, ofta likaså med egna protokoll, som inte tillåter samtal till andra än till andra kunder.

### Andra typer av telefoner
Porttelefon används i fastigheter för att kommunicera mellan en (oftast) väggfast telefon i porten eller vid grinden till tomtgränsen och de boende eller arbetande i fastigheten.
Snabbtelefon är avsedd för intern kommunikation, oftast mellan olika lokaler i en byggnad. Det finns modeller som är kabelanslutna och sådana som kopplas in på elnätet.
Dessa telefoner är inte anslutna till det publika telefonnätet.

## Digital telefon
De allmänna telefonnätverken har gradvis utvecklats mot digital telefoni vilket har förbättrat kapaciteten och kvaliteten på nätverken. End-to-end analoga telefonnätverk modifierades först under det tidiga 1960-talet genom att uppgradera överföringsnätverken. Med senare tekniker som SONET och fiberoptiska överföringsmetoder avancerade digital överföring vidare. Även om analoga system fortsatte att användas, gjorde de digitala systemen det möjligt att kraftigt öka antalet kanaler som kunde multiplexas i varje enskilt överföringsmedium. Ännu förblir slutinstrumenten analoga på många plaster men de analoga signalerna konverteras typiskt sett vid samlingspunkterna. DLC-teknik används ofta, vilket placerar det digitala nätverket ständigt närmare kunden och de analoga looparna förskjuts till historisk status.

## Tekniken i telefonen
De första telefonerna var elektromagnetiska, där ljudvågor fick sätta ett membran i svängning. Detta skapade en växelström, som sedan överfördes till en hörtelefon i den mottagande telefonen via två trådar. Där började ett membran svänga, i takt med växelströmmen, och skapade åter ljudvågor.
De följande telefonerna hade en kolkornsmikrofon istället. Där skapades växelströmmen genom att likström fick passera genom kolkornen. Membranet fick då kolkornen att göra varierande kontakt med varandra. Detta skapade ett varierande motstånd i kretsen. Signalerna skickades sedan vidare till den mottagande telefonen och omvandlades till ljud i membranet. 
Uppringningsanordningen var i början enkelt uppbyggd. Abonnenten vevade på en induktor (generator) som alstrade växelström. Denna ström fick en ringklocka att ljuda i en annan telefon, eller i en telefonväxel. Den anropade abonnenten eller telefonisten svarade. Hos telefonisten begärde man önskat nummer, och sedan gjorde telefonisten uppkopplingen av samtalet genom att mekaniskt koppla ihop den uppringande med den uppringda. Efter avslutat samtal lade de två abonnenterna tillbaka lurarna i deras viloläge, och den anropande vevade återigen på induktorveven. Då fick telefonisten slutsignal och kunde bryta förbindelsen. Fingerskivan — familjärt kallad "petmoj" — som kom i och med automatväxlarna skickade sifferimpulser genom att göra avbrott i likströmmen som levererades av telefonstationens centralbatteri som mikrofonström. Impulserna styrde sedan den automatiska telefonväxeln som kopplade samtalen.
Tonsignalering var nästa sätt att slå ett nummer. Detta sker genom att tonsignaler med olika frekvenser parvis sänds över ledningen. Varje frekvenspar motsvarar en siffra. Detta styr idag elektroniska växlar.

### Sekretessknapp
Sekretessknapp är en funktion på vissa telefoner som används för att tillfälligt koppla bort telefonens mikrofon utan att bryta samtalet. Då blir det möjligt att ha ett samtal med någon närvarande i rummet eller i en annan telefon utan att det förs vidare i det samtal som man tillfälligt kopplat bort.